# Zadzierka
Zadzierka (Anechura) – rodzaj skorka z rodziny skorkowatych (Forficulidae), klasyfikowany obecnie w podrodzinie Anechurinae, a dawniej Forficulinae. 
Owady z tego rodzaju posiadają stosunkowo krępe, lekko spłaszczone ciało. Osiągają średnie jak na skorki rozmiary. Czułki ich buduje około 13 członów, z których trzeci jest długi i prawie walcowaty, czwarty ma ⅔ długości trzeciego, a walcowaty i dość gruby człon piąty jest prawie tak długi jak trzeci. Przedplecze jest szerokie, o przedniej krawędzi ściętej, a tylnej wypukłej, w zarysie kwadratowe lub prostokątne. Pokrywy są gładkie, szerokie, o zaokrąglonych barkach i równoległych, pozbawionych kilów brzegach bocznych. Bywa, że na pokrywach znajduje się jasna plama. Skrzydła tylnej pary mogą występować lub nie. Wyraźne płaty występują na drugim członie stóp umiarkowanie długich i smukłych odnóży. Przedpiersie, śródpiersie i zapiersie mają kształt poprzeczny. Przypłaszczony odwłok jest pośrodku rozszerzony. Słabo rozszerzone i oddalone od siebie przysadki odwłokowe (szczypce) u samicy są proste, natomiast u samca są proste lub łukowato wygięte i mogą mieć guzki lub ząbki na krawędziach wewnętrznych lub grzbietowych. W większość przypadków narządy genitalne samców dysponują długą virgą.
Przedstawiciele rodzaju zasiedlają krainy: palearktyczną i orientalną. W Europie stwierdzono dwa gatunki: A. lewisi i A. bipunctata, z których pierwszy występuje w Wielkiej Brytanii, a drugi w większości Europy, w tym w Polsce.
Rodzaj ten wprowadzony został w 1876 roku przez Samuela Hubbarda Scuddera. Należy doń około 20 opisanych gatunków:
- Anechura bipunctata (Fabricius, 1781)
- Anechura crinitata (Shiraki, 1905)
- Anechura filchneri (Burr, 1908)
- Anechura forficuliformis Semenov Tian-Shansky & Bey-Bienko, 1935
- Anechura globalis Steinmann, 1990
- Anechura harmandi (Burr, 1904)
- Anechura japonica (de Bormans, 1880)
- Anechura lewisi (Burr, 1904)
- Anechura lucifer Steinmann, 1985
- Anechura modesta Bey-Bienko, 1959
- Anechura nayyari Kapoor, 1966
- Anechura nigrescens Shiraki, 1936
- Anechura potanini Bey-Bienko, 1934
- Anechura primaria Bey-Bienko, 1959
- Anechura quelparta Okamoto, 1924
- Anechura rubicapitis Liu, 1946
- Anechura senator Steinmann, 1990
- Anechura svenhedini Bey-Bienko, 1933
- Anechura torquata Burr, 1905
- Anechura zubovskii Semenov, 1901